# 장더장
장더장(장덕강, 중국어 간체자: 张德江, 정체자: 張德江, 병음: Zhāng Déjiāng; 1946년 11월 4일 ~ )은 중화인민공화국의 정치가이다. 중국 공산당의 제15기, 16기, 17기 중앙정치국원이다. 2008년 3월부터 중화인민공화국 국무원 부총리(공업, 교통, 인력 자원, 사회 보장, 기업 개혁, 안전 생산 등 담당)를 맡고 있다.

## 경력
문화대혁명 초기 1968년에 왕칭 현의 인민공사에서 노동자로 일했다. 지린성 연변 대학 조선어학부 조선어학과에 입학하여, 한국어를 공부했으며, 대학의 혁명위원회 부주임을 맡았다. 1971년 중국 공산당에 입당하였다. 1978년부터 1980년까지 김일성종합대학 경제학부에 유학하여 유학생당지부 서기를 지냈다. 1980년에 귀국하여 연변대학의 당상무 위원, 부교장을 거쳤고, 1983년에 지린 성 지린시 당위원회 부서기로 정계에 입문했다.
1995년 지린 성 당위원회 서기, 1998년 저장 성 당위원회 서기, 2002년부터 광둥 성 당위원회 서기를 지냈다. 일종의 독립 왕국이라 할 정도인 상하이 시와 함께 이름이 오르내리는 광동 성의 당위원회 서기로, 2005년 제16기 오중전회(五中全會)에서 상하이의 성장인 천량위(陳良宇)와 대비되어 그의 역할이 주목받았다.
9월에는 광저우 판위타이스춘(番禺太石村)에서 일어난 민주화 운동을 무력 진압하였으며, 12월에는 광둥 성 산웨이 시에서 부당한 토지 수용에 항의하는 농민들에게 무장 경찰이 발포하는 사건도 일어났다.
장쩌민의 주요 사상인 삼개대표사상을 반대했고, 중증 급성 호흡기 증후군(SARS) 대책에 미비가 있었지만, 베이징시처럼 안 된 것은 이미 그가 후진타오파에 들어갔기 때문이라는 하는 설이 있다.
2006년 1월에 조선민주주의인민공화국의 김정일 국방위원장이 광둥 성을 시찰했을 때, 전 광둥성 서기 리창춘과 함께 기업 시찰에 동행했다. 2012년 3월부터, 측근 왕리쥔 사건 때문에 해임된 보시라이의 후임으로 충칭시 당위원회 서기에 임명되었고, 중화인민공화국 국무원 부총리직을 겸하고 있다.